# Bruno Foucher
Pour les articles homonymes, voir Foucher.
Ne doit pas être confondu avec Bruno Fouché.
Bruno Foucher, né le 3 octobre 1960, est un diplomate français.

## Biographie
Bruno Foucher, après des études d'histoire, de sciences politiques et à l'École nationale de la statistique et de l'administration économique, est élève de l'ENA (promotion « Jean-Monnet », 1988-1990). Il entre ensuite au Quai d'Orsay, où il occupe diverses fonctions en centrale et à l'étranger (notamment aux Nations unies, à Téhéran et à Riyad.
Il commence sa carrière à la direction des Nations unies comme responsable du Moyen Orient avant d’être nommé à la Mission Française auprès des Nations unies à New York où il suit au Conseil de sécurité les questions africaines, notamment. Après avoir appris le persan à l’école diplomatique américaine de Arlington, il part pour Téhéran comme conseiller d’ambassade puis comme premier conseiller et numéro deux à Riyadh où il se trouve lors de l’attaque du 11 septembre et des premiers attentats dans le Royaume. Il est nommé en 2003 à la direction d’Afrique et de l’Ocean indien responsable de l’Afrique de l’Ouest et de l’Afrique centrale.
Il est ambassadeur de France au Tchad de 2006 à 2011, pendant la guerre qui oppose le pays à des mouvements rebelles armés par le Soudan, puis ambassadeur de France en Iran de 2011 à 2016 où les relations sont dominées par les négociations nucléaires qui aboutissent à l’accord du 14 juillet 2015. Il occupe alors, à son retour à Paris, la présidence de  l'Institut français de mars 2016 à juillet 2017 en tant qu'ambassadeur chargé de l’action culturelle extérieure. Il participe au lancement de la nuit des idées en 2017 puis aux années culturelles croisées avec la Corée et la Colombie.
De 2017 à 2020, il est ambassadeur de France au Liban qu'il quitte au lendemain de l'explosion de Beyrouth du 4 août 2020 et des deux visites au Liban du président Emmanuel Macron. Durant sa mission, il donne un cours à l'université Saint-Joseph intitulé « Système international : tensions et régulations ». Il enseigne également à l'École supérieure des affaires (ESA).
Le 23 novembre 2020, il est nommé envoyé spécial du ministre de l'Europe et des Affaires étrangères chargé du rayonnement et de l'influence dans le monde arabo-musulman puis envoyé spécial pour suivre à Doha, au côté de la médiation qatarie, à compter du 13 mars 2022, les négociations visant à permettre aux 58 mouvements politico-militaires réunis au Qatar, presque en totalité, de signer un accord avec le gouvernement tchadien pour la paix et la participation des groupes politico-militaires tchadiens au dialogue national inclusif et souverain qui s’ouvre à N'Djamena le 20 août 2022.
Parallèlement, en février 2021, il est nommé par décret du président de la République en date du 8 février 2021, président du conseil d'administration de l'Agence pour l'enseignement français à l'étranger, qui conduit la politique éducative et de l'enseignement en français dans 566 lycées à travers 138 pays.
le 7 juillet 2023, il est nommé ambassadeur de France en République centrafricaine et prend ses fonctions le 1er août suivant.

### Sources
- « Bruno Foucher, prochain ambassadeur de France au Liban », L'Opinion,‎ 30 juin 2017 (lire en ligne)
- « Bruno Foucher, un « pur diplomate » à la tête de l'Institut français », Le Figaro,‎ 14 janvier 2016 (lire en ligne)
- « Bruno Foucher, ambassadeur culturel à l'Institut français », Les Échos,‎ 17 juin 2016 (lire en ligne)